# Bindae-tteok
I bindae-tteok (빈대떡?), anche riportati con la grafia bindaetteok, sono un tipo di buchimgae (un pancake coreano) originario della provincia di Pyongan. Per la preparazione dei bindae-tteok vengono messi in ammollo i fagioli mungo che, successivamente, vengono nuovamente ammollati per molte ore. L'impasto così ottenuto viene mescolato a una miscela grezza di germogli mungo, e fritto o arrostito assieme a verdure e carne di maiale o pollo.

## Etimologia e storia
I bindae-tteok furono menzionati per la prima volta nell'Eumsikdimibang (1670) di Jang Gye-hyang. In tale volume la frittella viene designata con il termine binjya (빈쟈?), che sembra derivare da bingjya (빙쟈?), trascrizione in lingua coreana della parola cinese 餠𩜼S, il cui primo carattere significa "cibo rotondo e piatto simile a una frittella". La pronuncia e il significato del secondo segno sono invece sconosciuti. Il carattere 떡?, ovvero tteok, indica uno gnocco al vapore, bollito o saltato in padella (solitamente di riso, sebbene in questo caso ci si riferisca a una frittella). Durante Joseon (1392-1897), le famiglie più ricche dispensavano i bindae-tteok alle persone più povere stanziate fuori dalla Grande porta meridionale di Seul durante i periodi di maggiore difficoltà economica.